# قطعنامه ۲۰۶۹ شورای امنیت
قطعنامهٔ ۲۰۶۹ شورای امنیت سازمان ملل متحد سندی بین‌المللی دربارهٔ تمدید مجور نیروهای بین‌المللی کمک به امنیت در افغانستان است. این قطعنامه طی نشست شورای امنیت سازمان ملل متحد در تاریخ ۹ اکتبر ۲۰۱۲ میلادی با ۱۵ رأی موافق، ۰ مخالف و ۰ ممتنع به تصویب رسید.